# Ligny-en-Cambrésis
Ligny-en-Cambrésis är en kommun i departementet Nord i regionen Hauts-de-France i norra Frankrike. Kommunen ligger i kantonen Clary som tillhör arrondissementet Cambrai. År 2022 hade Ligny-en-Cambrésis 1 874 invånare.

## Befolkningsutveckling
Antalet invånare i kommunen Ligny-en-Cambrésis
| Referens: INSEE |